# Social Circle
Social Circle é uma cidade localizada no estado americano de Geórgia, no Condado de Newton e Condado de Walton.

## Demografia
Segundo o censo americano de 2000, a sua população era de 3379 habitantes.
Em 2006, foi estimada uma população de 4354, um aumento de 975 (28.9%).

## Geografia
De acordo com o United States Census Bureau tem uma área de 29,2 km², dos quais 29,1 km² cobertos por terra e 0,1 km² cobertos por água. Social Circle localiza-se a aproximadamente 261 m acima do nível do mar.

## Localidades na vizinhança
O diagrama seguinte representa as localidades num raio de 16 km ao redor de Social Circle.